# 市川と宮嶋
「市川と宮嶋」(いちかわとみやじま)は、とんねるずの6枚目のオリジナル・アルバム。1989年5月17日にポニーキャニオンから発売された。

## 概要
アルバムタイトルは、とんねるずの当時のマネージャー2人の名字。
当アルバム発売前年10月に開始した『とんねるずのみなさんのおかげです』エンディングテーマとして使われ、視聴者からの問合せが多かった『星降る夜にセレナーデ』が初収録。
本作は後藤次利がほぼ全曲作曲・編曲を担当、作詞は秋元康と松井五郎の2名が本作の大半を手掛けている。

## 収録曲
作曲・編曲：後藤次利
1. 夜も遅いから
  - 作詞：秋元康
  - 7分を越える大作。
2. 心めぐり
  - 作詞：秋元康
  - 山本コウタローとウィークエンド「岬めぐり」のパロディ。エンディングの2人の夫婦コントで後ろのテレビから仮面ノリダーの怪人との対決シーンの音声が流れる。1994年発売ベスト・アルバム「とんねるずベスト 足跡」収録版と本作プロモーション用の7インチ・シングルではカットされた。
3. KATAGI
  - 作詞：秋元康
  - ダウン・タウン・ブギウギ・バンドのパロディ。
4. ヘッドライトが泣いてる
  - 作詞：松井五郎
5. 夜におちてBlue
  - 作詞：松井五郎
  - 安全地帯のパロディ。
  - 「プルシアンブルーの肖像」と「ワインレッドの心」を意識した曲調になっており、玉置浩二のものまねで歌われている。
  - 作詞は安全地帯の大半の作詞を手掛けている松井五郎。
6. Boy海賊になれるかい
  - 作詞：松井五郎
7. さよならをちりばめて
  - 作詞：CHIFUMI／コーラス：広谷順子
  - 木梨ソロ曲
8. 律子に乾杯 〜スピーチの代わりに〜
  - 作詞：秋元康
  - 長渕剛のパロディ。
  - 曲調は「乾杯」、タイトルは「順子」をもじっている。
9. 真夜中を突っ走れ
  - 作詞：松井五郎
10. 18
  - 作詞：石橋貴明
  - 石橋ソロ曲
11. 星降る夜にセレナーデ
  - 作詞：松井五郎／作曲：玉置浩二／編曲：星勝
  - フジテレビ系「とんねるずのみなさんのおかげです」エンディングテーマ